# 어게인!!
《어게인!!》(일본어: アゲイン!!)은 쿠보 미츠로, 방도훈의 만화 작품이다. 《주간 소년 매거진》(코단샤)에서 2011년 19호부터 2014년 19호까지 연재되었다.

## 스토리
3년간의 고교 생활을 방종하며 살아 온 주인공, 이마무라 킨이치로는 졸업식 날에 계단에서 굴러 떨어져 3년 전 입학식 날로 타임 슬립해버린다.

## 등장인물

### 사이타마 현립 카보스 미나미 고교

#### 응원단
이마무라 킨이치로
본작의 주인공.
우사미 요시코
본작의 여주인공. 응원단장.
스가 랏키
리더(단장).
오카모토 마사키
부단장.
오오쿠마 카츠히코
고수.
키타지마
응원단의 고문으로, 생활 지도 담당 교사.

#### 응원단과 관계되는 학생
후지에다 아키라
또 한 명의 여주인공.
시바타 레오
치어부의 부원.
아베 타마키
치어리더부의 부장.
스즈키
이마무라의 클래스메이트.
하나타카
연극부 소속.

### 그 외의 인물
이와사키 치히로
사이타마 현립 카보스 국제 슈퍼 사이언스 고교의 응원단장.
킨이치로의 어머니
킨이치로와는 정반대로, 밝고 이야기하는 것을 좋아하며 남을 잘 돌봐주는 성격.
킨이치로의 할머니
세상 일에 동요하지 않는 성격.

## 단행본
- 쿠보 미츠로 《어게인!!》 코단샤〈KC 디럭스〉, 전 12권
  1. 2011년 9월 16일 발매 ISBN 978-4-06-384542-6
  2. 2011년 11월 17일 발매 ISBN 978-4-06-376147-4
  3. 2012년 1월 17일 발매 ISBN 978-4-06-376184-9
  4. 2012년 4월 17일 발매 ISBN 978-4-06-376626-4
  5. 2012년 7월 17일 발매 ISBN 978-4-06-376653-0
  6. 2012년 10월 17일 발매 ISBN 978-4-06-376714-8
  7. 2013년 1월 17일 발매 ISBN 978-4-06-376768-1
  8. 2013년 4월 17일 발매 ISBN 978-4-06-376808-4
  9. 2013년 7월 17일 발매 ISBN 978-4-06-376859-6
  10. 2013년 10월 17일 발매 ISBN 978-4-06-376903-6
  11. 2014년 2월 17일 발매 ISBN 978-4-06-376929-6
  12. 2014년 5월 16일 발매 ISBN 978-4-06-376984-5

## 텔레비전 드라마
MBS 제작으로, TBS 외에서 2014년 7월부터 9월까지 방송되었다. 주연은 후지이 류세이.
캐치프레이즈는, 〈미래는 정말로 바꿀 수 있는 것인가!?〉 〈운명의 무챠부릿!!! 한 번 더, 고교 생활 다시 고쳐 하기???〉.

### 캐스트
- 이마무라 킨이치로 - 후지이 류세이 (쟈니즈WEST)
- 우사미 요시코 - 하야미 아카리
- 시바타 레오 - 코지마 후지코
- 아베 타마키 - 쿠스미 코하루
- 후지에다 아키라 - 오카노 마야
- 오카모토 마사키 - 오카야스 타비토
- 오오쿠마 타츠히코 - 와타나베 유타로
- 히로 군 - 카미야마 토모히로 (쟈니즈WEST)
- 스즈키 카즈시 - 미야자토 슌
- 뚱뚱보 스즈키 - 쿠사노 이니
- 에마 - 사토 레이
- 치에 - 이시자키 나츠미
- 나미 - 코세타 마유
- 히토미 - 아베 나나미
- 나오 - 히라마 쇼고
- 카와모토 - 카와무라 사야카
- 이리 토시오 - 마키무라 센자부로
- 할머니 - 후지 나츠코
- 스가 랏키 - 츠츠미시타 아츠시
- 이와사키 치히로 - 하마노 켄타
- 키타지마 - 콘도 요시마사
- 이마무라 사토코 - 아사다 미요코

### 스태프
- 각본 - 타카야마 나오야, 이나모토 타츠로, 카와시마 스미노, 모리야마 아케미
- 음악 - 아다치 렌
- 감독 - 리 토시오, 후카사코 야스유키 (MBS), 키노우치 켄토
- 주제가 - 쟈니즈WEST 〈꿈을 안고〉 (쟈니즈 엔터테인먼트)
- 오프닝 곡 - 쟈니즈WEST 〈SUPERSTAR〉 (쟈니즈 엔터테인먼트)
- 촬영 협력 - 이바라키 현립 츄오 고등학교, 카스미가우라 시 관광 상공과, 이바라키 필름 커미션
- 기술 협력 - WING-T, Gstaff
- 조명 협력 - LA LUCE
- 기획·프로듀스 - 시노하라 히로히토 (소니 뮤직 엔터테인먼트)
- 치프 프로듀서 - 마에다 토시히로 (소니 뮤직 엔터테인먼트), 나가마츠 야타로 (제이 스톰), 마루야마 히로오 (MBS)
- 프로듀서 - 미야마에 야스시 (LEERIDERS), 우노 코우 (LEERIDERS), 후카사코 야스유키 (MBS)
- 제작 프로덕션 - LEERIDERS
- 제작 - 〈어게인!!〉 제작 위원회/MBS

### 방송 일자
| 각 화  | 방송일 (MBS)    | 방송일 (TBS)    | 각본            | 감독              |
| ------ | --------------- | --------------- | --------------- | ----------------- |
| 제1화  | 2014년 7월 20일 | 2014년 7월 22일 | 타카야마 나오야 | 리 토시오         |
| 제2화  | 7월 27일        | 7월 29일        | 타카야마 나오야 | 리 토시오         |
| 제3화  | 8월 3일         | 8월 5일         | 타카야마 나오야 | 리 토시오         |
| 제4화  | 8월 10일        | 8월 12일        | 이나모토 타츠로 | 후카사코 야스유키 |
| 제5화  | 8월 17일        | 8월 19일        | 이나모토 타츠로 | 후카사코 야스유키 |
| 제6화  | 8월 24일        | 8월 26일        | 카와시마 스미노 | 키노우치 켄토     |
| 제7화  | 8월 31일        | 9월 2일         | 카와시마 스미노 | 키노우치 켄토     |
| 제8화  | 9월 7일         | 9월 9일         | 모리야마 아케미 | 키노우치 켄토     |
| 제9화  | 9월 14일        | 9월 16일        | 이나모토 타츠로 | 리 토시오         |
| 최종화 | 9월 21일        | 9월 23일        | 타카야마 나오야 | 리 토시오         |

### 원작과의 차이점
- 〈카보스 미나미 고등학교〉는 원작에서는 사이타마현에 있지만, 드라마판에서는 이바라기 현에 있다.

| MBS 일요일 24:50 ~ 25:20               | MBS 일요일 24:50 ~ 25:20         | MBS 일요일 24:50 ~ 25:20             |
| 이전 작품                              | 작품명                           | 다음 작품                            |
| -------------------------------------- | -------------------------------- | ------------------------------------ |
| 신 해석·일본사 (2014.4.27 ~ 2014.6.22) | 어게인!! (2014.7.20 ~ 2014.9.21) | 심야식당 3 (2014.10.19 ~ 2014.12.21) |
| TBS 화요일 25:13 ~ 25:43               |                                  |                                      |
| 신 해석·일본사 (2014.4.29 ~ 2014.6.24) | 어게인!! (2014.7.22 ~ 2014.9.23) | 심야식당 3 (2014.10.21 ~ 2014.12.23) |